# EDGE OF THE KNIFE
『EDGE OF THE KNIFE』（エッジ・オブ・ザ・ナイフ）は、1991年9月1日に発売された浜田省吾の3枚目のセルフカバー・アルバム。

## 背景
アルバムのテーマは「10代後半から20代にかけての恋人たちが主人公で、まるでナイフの刃の上を歩くような若い日々」である。これまでに全4作が発売されているセルフカバー・バラード・セレクションの第3弾で、位置付けとしては、20代の『Sand Castle』の前ということになっている。
2003年9月26日に、バラード・セレクション第4弾『初秋』の発売を受けて、リマスタリングされ再発された。

## 制作
アレンジは、全曲星勝が担当した。
コンサート・ツアー『ON THE ROAD '90』と『ON THE ROAD '91』のあいだにレコーディングされ、『ON THE ROAD '91』のツアー・ファイナルとなるみちのく杜の湖畔公園での野外ライブ開催後に発売された。

## 音楽性
6曲目の「キャンパスの冬」は、1976年に発売されたシングル「愛のかけひき」のカップリング曲として発表された楽曲で、今作で初めてセルフカバーという形とはなったが、初めてCD化された。
9曲目の「ラストショー」は、オリジナル・ヴァージョンとは一部歌詞が異なる。

## ディスクジャケット
ジャケットには男女が写っているが、男性と女性の姿勢は前2作のジャケットを参考にしたものとなっている。

## 記録
オリコン最高1位を記録し、80万枚近くを売り上げた。
1996年時点での累計売上は883,203枚。

## 収録曲
| 全作詞・作曲: 浜田省吾、全編曲: 星勝。 |                                                |           |            |                                      |       |
| #                                      | タイトル                                       | 作詞      | 作曲・編曲 | 初出                                 | 時間  |
| 1.                                     | 「SWEET LITTLE DARLIN'」(Sweet little darlin') | 浜田省吾  | 浜田省吾   | アルバム『J.BOY』                    | 6:33  |
| 2.                                     | 「想い出のファイヤーストーム」(Firestome)      | 浜田省吾  | 浜田省吾   | アルバム『J.BOY』                    | 4:57  |
| 3.                                     | 「恋に落ちたら」(Everybody Needs Somebody)     | 浜田省吾  | 浜田省吾   | アルバム『PROMISED LAND 〜約束の地』 | 4:50  |
| 4.                                     | 「EDGE OF THE KNIFE」(Edge of the Knife)       | 浜田省吾  | 浜田省吾   | アルバム『DOWN BY THE MAINSTREET』   | 6:11  |
| 5.                                     | 「19のままさ」(Nineteen)                       | 浜田省吾  | 浜田省吾   | アルバム『J.BOY』                    | 5:03  |
| 6.                                     | 「キャンパスの冬」(Campus Winter)              | 浜田省吾  | 浜田省吾   | シングル「愛のかけひき」             | 6:04  |
| 7.                                     | 「愛のかけひき」(Love Strategies)              | 浜田省吾  | 浜田省吾   | アルバム『LOVE TRAIN』               | 4:51  |
| 8.                                     | 「途切れた愛の物語」(Unchained Love)           | 浜田省吾  | 浜田省吾   | アルバム『君が人生の時…』            | 5:00  |
| 9.                                     | 「ラストショー」(Last Show)                    | 浜田省吾  | 浜田省吾   | アルバム『愛の世代の前に』           | 5:29  |
| 10.                                    | 「遠くへ」(Spring, Twenty, 1973)               | 浜田省吾  | 浜田省吾   | アルバム『J.BOY』                    | 10:51 |
| 合計時間:                              | 合計時間:                                      | 合計時間: | 59:49      |                                      |       |

## 参加ミュージシャン
| SWEET LITTLE DARLIN' - Drums：小田原豊 - Bass：美久月千晴 - Electric Guitar：武沢豊, 青山徹 - Piano and Hammond Organ：中西康晴 - Synthesizer：小島良喜 and 松浦晃久 - Manipulator：浦田恵司 - Percussion：Pecker - Strings：金子飛鳥 Group 想い出のファイヤーストーム - Drums：小田原豊 - Bass：バカボン鈴木 - Electric Guitar：武沢豊 - Piano, Hammond Organ and Synthesizer：小島良喜 - Manipulator：浦田恵司 - Percussion：Pecker - Backing Vocal：町支寛二 - Tenor Saxophone：古村敏比古 恋に落ちたら - Drums：小田原豊 - Bass：関雅夫 - Electric Guitar：武沢豊 - Electric Piano and Synthesizer：小島良喜 - Manipulator：浦田恵司 - Percussion：Pecker - Backing Vocal：町支寛二 EDGE OF THE KNIFE - Drums：小田原豊 - Bass：関雅夫 - Electric Guitar：武沢豊 - Electric Piano and Synthesizer：小島良喜 - Synthesizer：松浦晃久 - Manipulator：浦田恵司 and 小泉洋 - Percussion：Pecker - Tenor Saxophone：古村敏比古 19のままさ - Drums：長谷部徹 - Bass：バカボン鈴木 - Electric Guitar：駒形弘行 and 青山徹 - Piano and Synthesizer：梁邦彦 - Manipulator：浦田恵司 and 小泉洋 - Percussion：Pecker - Backing Vocal：町支寛二 | キャンパスの冬 - Drums：高橋伸之 - Bass：バカボン鈴木 - Electric Guitar：駒形弘行 - Piano and Electric Piano：美野春樹 - Synthesizer：小島良喜, 松浦晃久 and 梁邦彦 - Manipulator：浦田恵司 and 小泉洋 - Percussion：Pecker 愛のかけひき - Drums：小田原豊 - Bass：バカボン鈴木 - Electric and Acoustic Guitars：武沢豊 - Electric Piano and Hammond Organ：小島良喜 - Synthesizer：松浦晃久 - Manipulator：浦田恵司 - Percussion：Pecker - Backing Vocal：町支寛二 - Harmonica：八木のぶお 途切れた愛の物語 - Drums：長谷部徹 - Bass：岡沢章 - Electric Guitar：駒形弘行 - Electric Piano：美野春樹 - Synthesizer：松浦晃久 - Manipulator：浦田恵司 and 小泉洋 - Percussion：Pecker - Fluegelhorn：小林正弘 ラストショー - Drums：小田原豊 - Bass：バカボン鈴木 - Electric Guitars：武沢豊 - Electric Piano and Synthesizer：小島良喜 - Hammond Organ：中西康晴 - Synthesizer：梁邦彦 and 松浦晃久 - Manipulator：浦田恵司 - Percussion：Pecker - Soprano Saxophone：古村敏比古 遠くへ - Drums：小田原豊 - Bass：バカボン鈴木 - Electric Guitars：武沢豊 - Piano, Hammond Organ and Synthesizer：小島良喜 - Manipulator：浦田恵司 - Percussion：Pecker - Backing Vocal：町支寛二 - Trumpet：小林正弘 - Strings：金子飛鳥 Group |

## セルフカバー・バラード・セレクション
| 発売日        | タイトル          | 発売元       | 製造番号                   | 形態     |
| ------------- | ----------------- | ------------ | -------------------------- | -------- |
| 1983年12月1日 | Sand Castle       | CBSソニー    | 28AH1655/CSCL1170/28KH1420 | LP/CD/CT |
| 1989年9月1日  | Wasted Tears      | CBSソニー    | 32DH5269/28KH5269          | LP/CD/CT |
| 1991年9月1日  | EDGE OF THE KNIFE | Sony Records | SRCL2122/SRTL1744          | CD/CT    |
| 2003年9月26日 | 初秋              | SME Records  | SECL10004                  | SACD     |